# Ordinul „Insigna de Onoare”
Ordinul insignei de onoare (rusă: орден "Знак Почёта") a fost o decorație civilă a Uniunii Sovietice.
A fost instituit la 25 noiembrie 1935 și acordat cetățenilor Uniunii Sovietice pentru realizări remarcabile în producție, cercetare științifică și activitate socială, culturală sau socială, promovând bunăstarea economică, științifică, tehnologică, culturală sau alte manifestări, între Uniunea Sovietică și alte țări și, de asemenea, pentru contribuții semnificative în cercetarea de bază sau aplicată.
Ordinul Insigniei de Onoare a fost înlocuit de Ordinul de Onoare (rusă: орден Почёта), instituit prin decret al prezidiului sovietului suprem al Uniunii Sovietice la 28 decembrie 1988.
În total, ordinul a fost acordat de 1.574.368 de ori.